# ACMAT
Los camiones ACMAT (Ateliers de Construction Mécanique de L'Atlantique) son camiones todoterreno, robustos y polivalentes. Desarrollados por ALM (Ateliers Legueu Meaux) a principio de los años 1960.

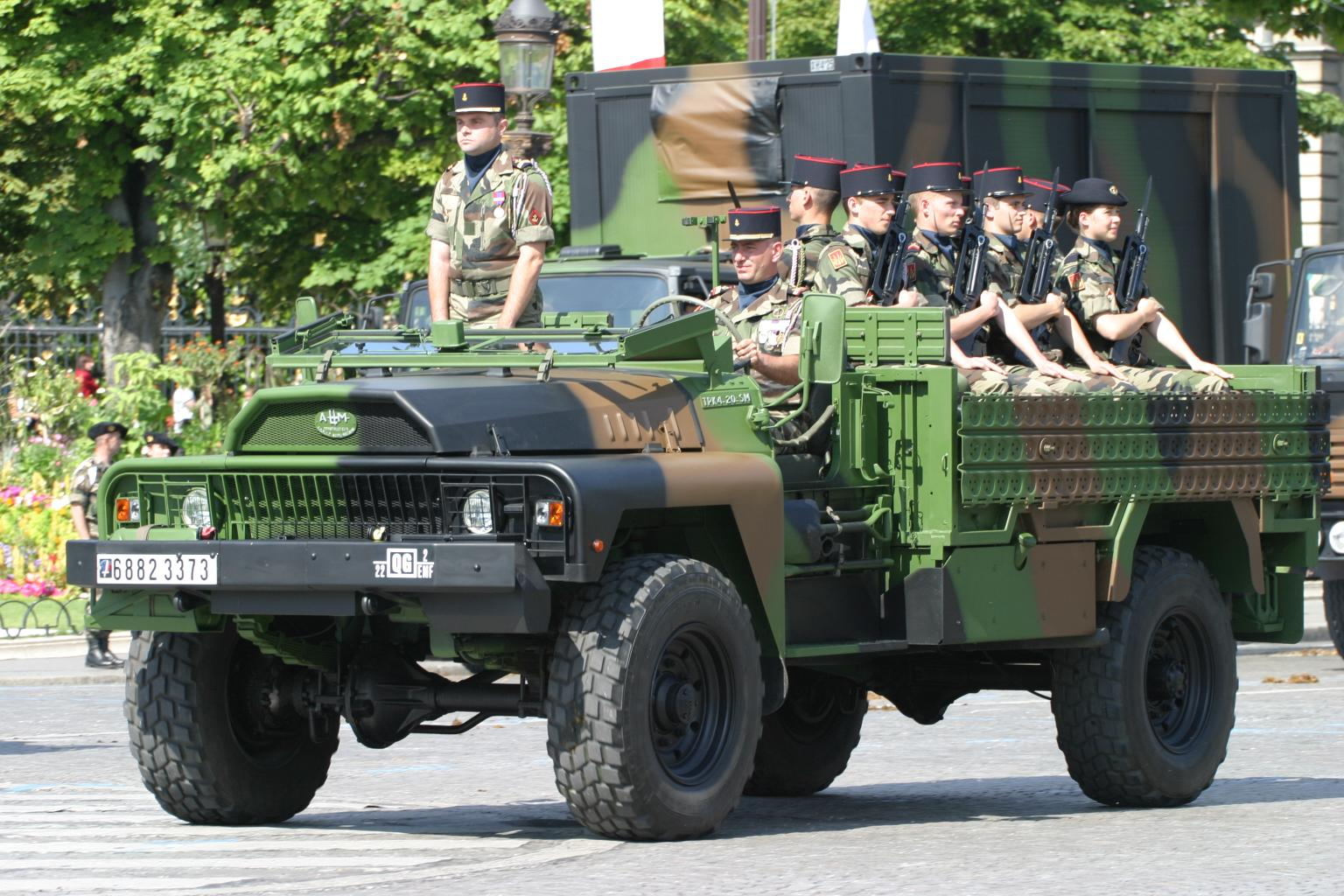
VLRA transporte de tropas.

Más conocidos por la armada francesa con el nombre de VLRA (Véhicule léger de reconnaissance et d'appui), y con una gama de vehículos multifunciones, (transporte de personal, de materiales o como vehículo soporte de armas). Existen más de 75 versiones diferentes.
Pueden transportar hasta los refugios (Refugios en placa dura) de 15 pies, sistemas de armas o material.
Todas las versiones son aerotransportables en aviones (C-130 Hercules ou C-160 Transall).
Las diferentes versiones son identificables por el trigrama TPK siguiendo el número de modelo y su versión.

## Versiones

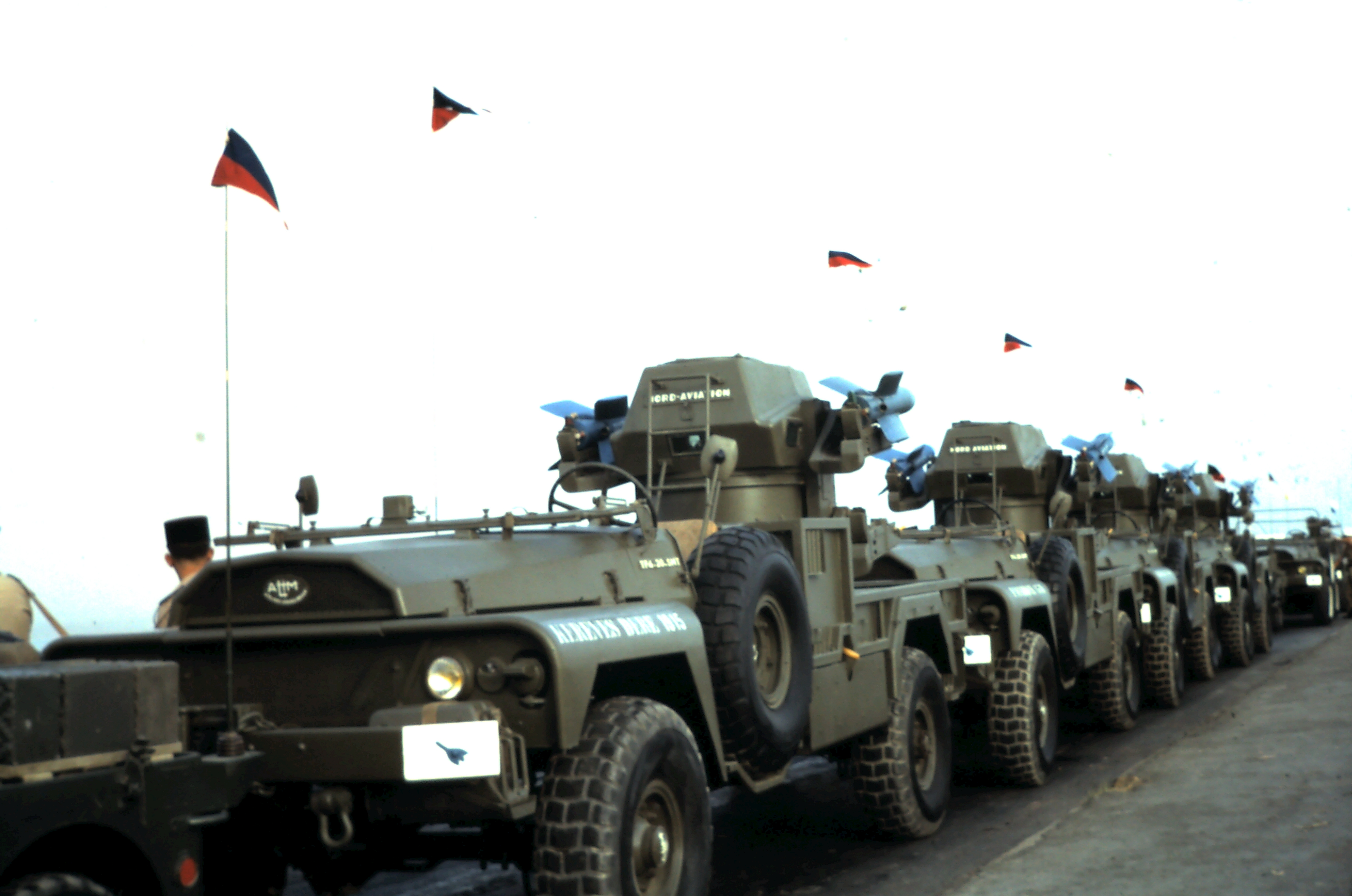
Cinco VLRA lanzamisiles SS 11 fueron puestos en servicio a principios de la década de 1970 en Yibuti.

### Gama Logística 4x4
- TPK 420 VCT Vehículo de mando y transmisiones.
- TPK 436 SCM Vehículo de carga y manipulación con una pala multifunciones y una grúa eléctrica en la parte delantera de la cabina (capacidad de levantar 3 000 kg a 6,60 m - rotación 200°)
- TPK 420 SL7 vehículo de solución de problemas con una pala hidráulica para intervención rápida.
- TPK 425 SAM ambulancia de 3,307 x 2,20 x 1,675 m (transporta 4 camillas)
- TPK 430 F vehículo furgón: mantenimiento, reparación mecánica o eléctrica, vehículo puesto de mando
- TPK 432 SB Autobús: 28 personas (chasis corto) o 34 personas (chasis largo)
- TPK 433 SB Autobús versión puesto de comando o transporte de tropas

### Gama 6x6
- TPK 635 SL7 vehículo de reparación
- TPK 640 WRT vehículo Wrecker 5 t - Grúa hidráulica 30 t/m
- TPK 641 GBS vehículo de recuperación - Grúa de carga y mantenimiento 7,2 t/m

### Gama logística de todoterrenos 4x4 - 6x6 - 8x8
- WPK 440 SH/STL vehículo de transporte logístico 4 t
- WPK 655 SH/STL vehículo porte shelter 15’ o porta contenedor
- WPK 665 APL vehículo porte shelter 20’
- WPK 875 SH vehículo porte shelter 20’ - 8t.

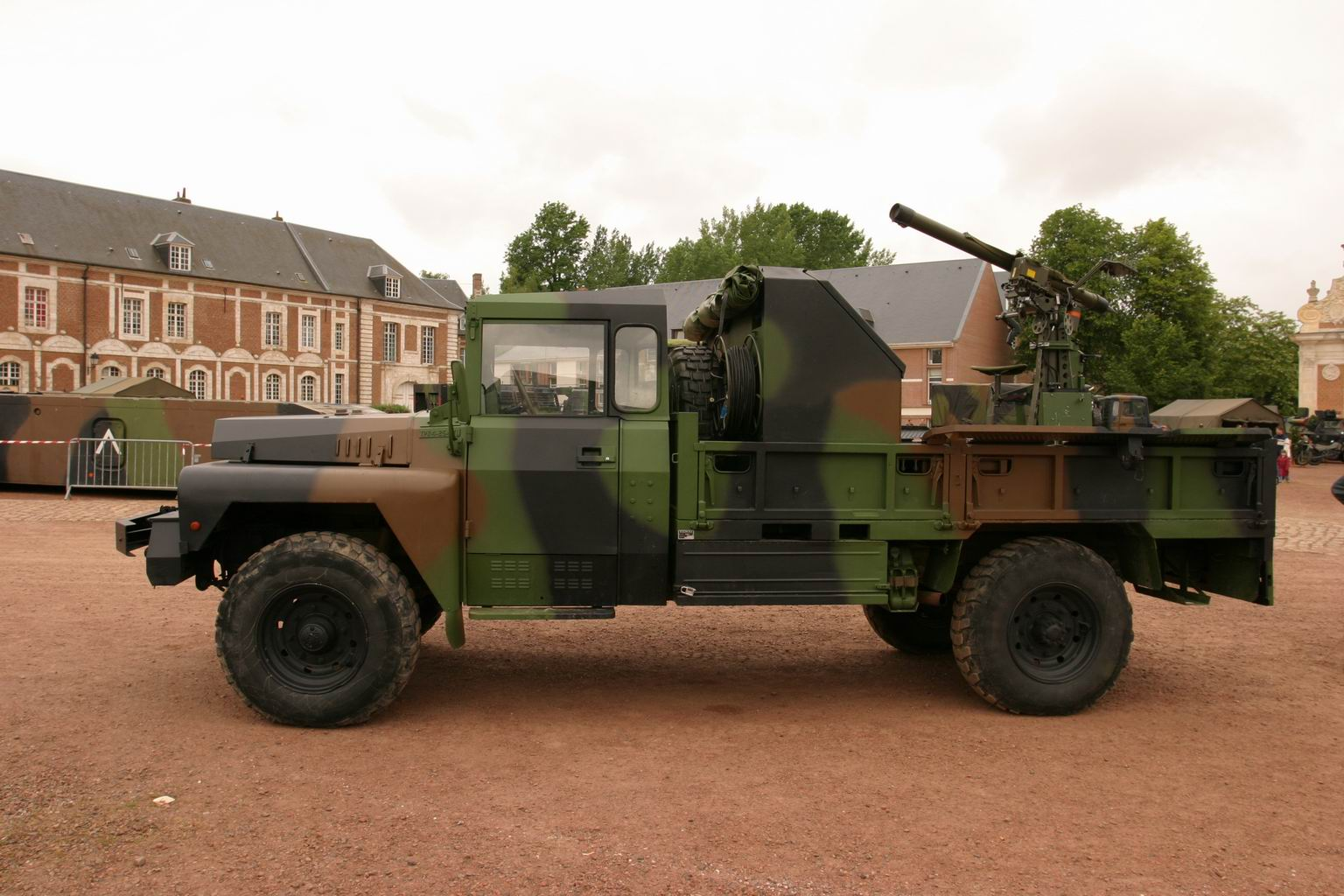
VLRA TPK 425 Pamela para puesto de tiro de misil Mistral.

### Vehículo Ligero de reconocimiento y de apoyo
- TPK 415 SM3/FSP vehículo de patrulla
- TPK 420 SM3 vehículo ligero de reconocimiento y de apoyo (VLRA)
- TPK 420 STL vehículo multifunciones.
- TPK PMB vehículo porta mortero
- TPK 425 STL/SH vehículo multifunciones
- TPK 436 STL/SH vehículo mutifunciones

### Gama de vehículos de transporte de personal y/o de materiales

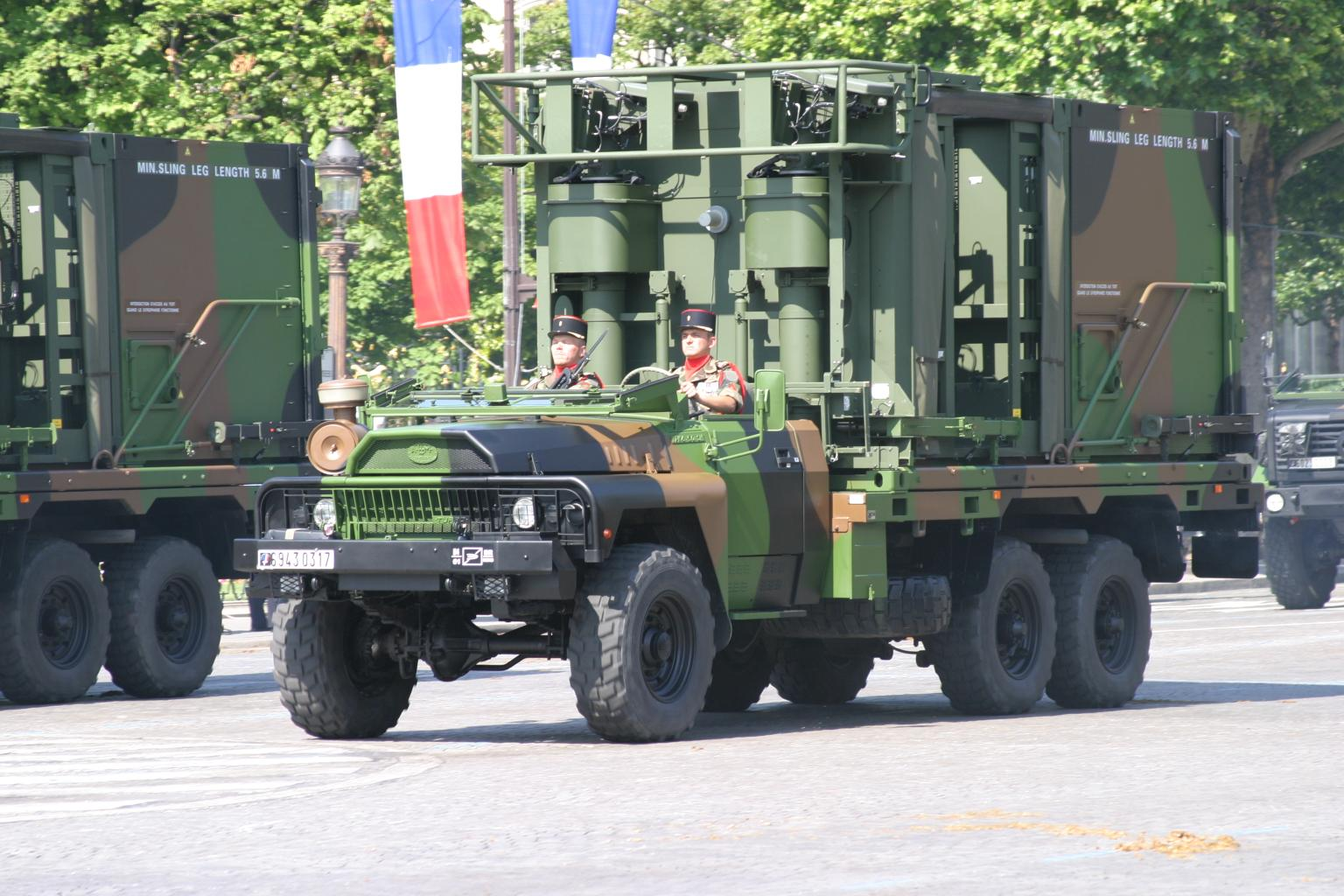
TPK 650 portacontenedor.

- TPK 640 SM3 vehículo transporte de personal o de material
- TPK 640 CTL vehículo multifunciones transporte de tropas 18 persones. Posibilidad de montaje de armas, soporte 12.7 mm, Milan, etc.
- TPK 641 VPC vehículo de doble cabina 6 plazas. Soporte de cañón bitubo de 20 mm.
- TPK 650 SH/STL vehículo porte shelter

### Vehículo tractor de semirremolque y semirremolque ACMAT todoterreno 6x6
- TPK 635 TSR vehículo tractor semirremolque
- TPK 635 TSR 3 EC vehículo tractor con cabina
- SR 490 semirremolque
- TCM 420 BL6 Vehículo blindado de reconocimiento y enlace de comandos

Lo último de la Gama ACMAT, transporta de 5 a 7 personas las protege de impactos de 7,62 mm.